# ADN B

Grand et petit sillons de l'ADN B.

L'ADN B est la forme a priori la plus courante de la double hélice d'ADN constituant le matériel génétique des cellules vivantes. Elle fut décrite en 1953 par Crick, Watson et Wilkins d'après les travaux cristallographiques de Franklin. L'ADN B se caractérise par un diamètre d'environ 2 nm et un allongement moyen de 0,34 nm par paire de bases ajoutée, chaque tour d'hélice comprenant entre 10,4 et 10,5 paires de bases en solution. Elle possède deux sillons inégaux typique-ment de 2,2 nm pour le grand sillon et de 1,2 nm pour le petit sillon. Il en résulte que les bases nucléiques sont plus accessibles de l'extérieur au niveau du grand sillon, et c'est typiquement à ce niveau que se lient sélectivement des protéines telles que les facteurs de transcription en fonction de la séquence de l'ADN.
| Paramètre                                                        | ADN A    | ADN B    | ADN Z                                   |
| ---------------------------------------------------------------- | -------- | -------- | --------------------------------------- |
| Sens de l'hélice                                                 | droite   | droite   | gauche                                  |
| Motif répété                                                     | 1 bp     | 1 bp     | 2 bp                                    |
| Angle de rotation par paire de bases                             | 32,7°    | 34,3°    | 60°/2                                   |
| Nombre de paires de bases par tour d'hélice                      | 11       | 10,5     | 12                                      |
| Pas de l'hélice par tour                                         | 2,82 nm  | 3,32 nm  | 4,56 nm                                 |
| Allongement de l'axe par paire de bases                          | 0,24 nm  | 0,32 nm  | 0,38 nm                                 |
| Diamètre                                                         | 2,3 nm   | 2,0 nm   | 1,8 nm                                  |
| Inclinaison des paires de bases sur l'axe de l'hélice            | +19°     | −1,2°    | −9°                                     |
| Torsion moyenne (propeller twist)                                | +18°     | +16°     | 0°                                      |
| Orientation des substituants des bases sur les résidus osidiques | anti     | anti     | Pyrimidine : anti, Purine : syn         |
| Plissement / torsion endocyclique du furanose (Sugar pucker)     | C3’-endo | C2’-endo | Cytosine : C2’-endo, Guanine : C3’-endo |